# José Carlos de Carvalho Moitinho de Almeida
José Carlos de Carvalho Moitinho de Almeida (ur. 17 marca 1936) – portugalski prawnik, prokurator, sędzia Trybunału Sprawiedliwości Wspólnot Europejskich w od 31 stycznia 1986 do 6 października 2000.
Prokurator przy Sądzie Apelacyjnym w Lizbonie, szef gabinetu Ministra Sprawiedliwości Portugalii. Zastępca Prokuratora Generalnego.
Kierownik zakładu prawa europejskiego i profesor prawa wspólnotowego (Lizbona).